# Helen Swift Neilson
Pour les articles homonymes, voir Neilson.
Helen Swift Neilson, née en 1869 et morte à Chicago le 18 juin 1945 est une écrivaine et collectionneuse d'art américaine. 

## Biographie
Helen Swift est la fille d'Annie Maria Higgins et de Gustavus Franklin Swift, fondateur de la société de conditionnement de viande Swift & Co. 
Son premier mari est Edward Morris, fils de Nelson Morris, le fondateur de Morris & Company, un concurrent puis associé de son père. Ils ont 4 enfants : Edward Morris, Jr., Nelson Swift Morris, Ruth Morris Bakwin et Muriel Morris Gardiner Buttinger,. 
En 1913, son mari meurt et en 1917, elle se remarie avec l'homme politique et écrivain britannique Francis Neilson (en), avec qui elle fonde l'hebdomadaire The Freeman (en) en 1920. 
Comme auteure, son livre le plus célèbre est My Father and My Mother (1937).
Collectionneuse d'art, elle a légué plusieurs peintures remarquables au Metropolitan Museum of Art dont :

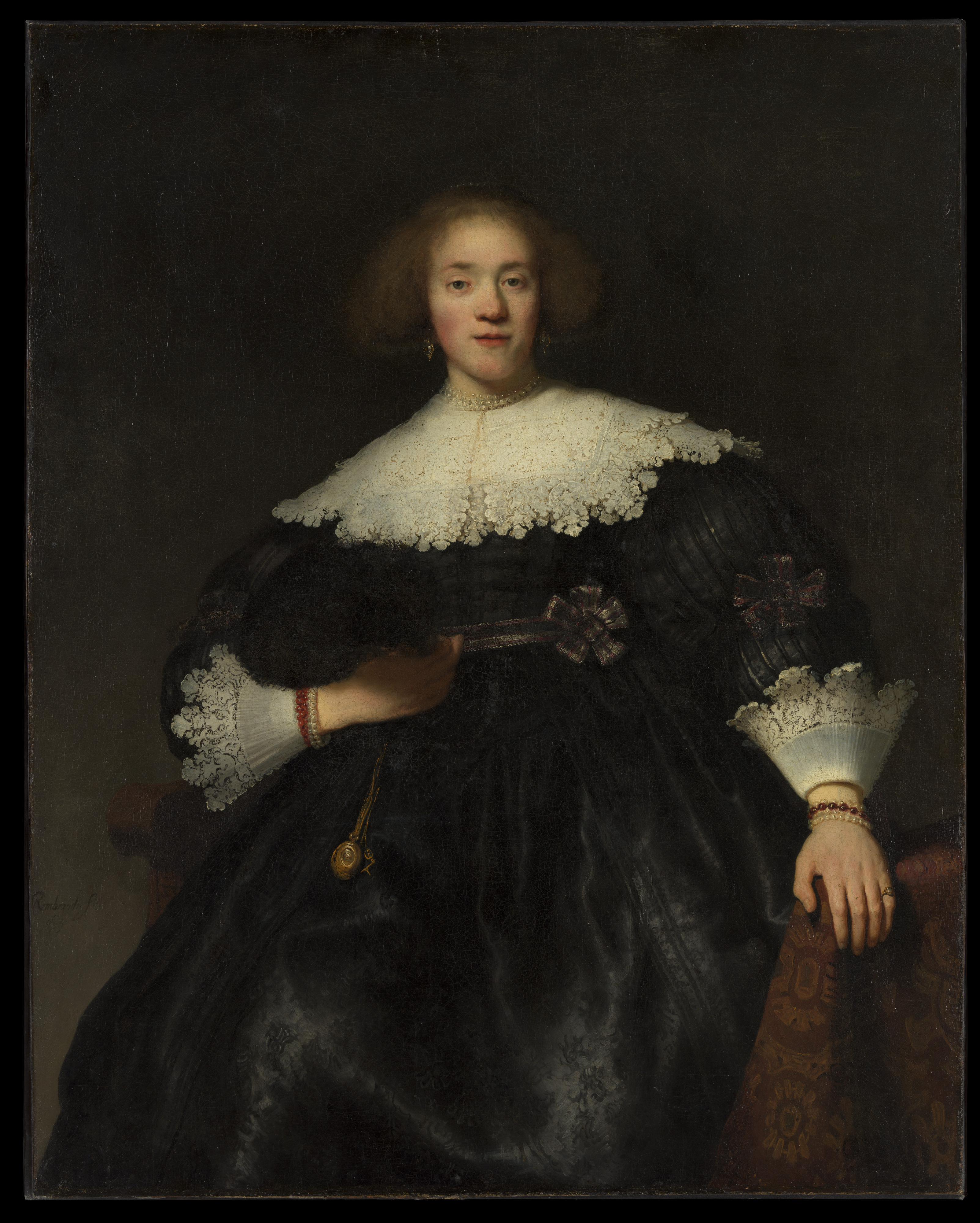
Portrait d'une jeune femme à l'éventail, de Rembrandt.
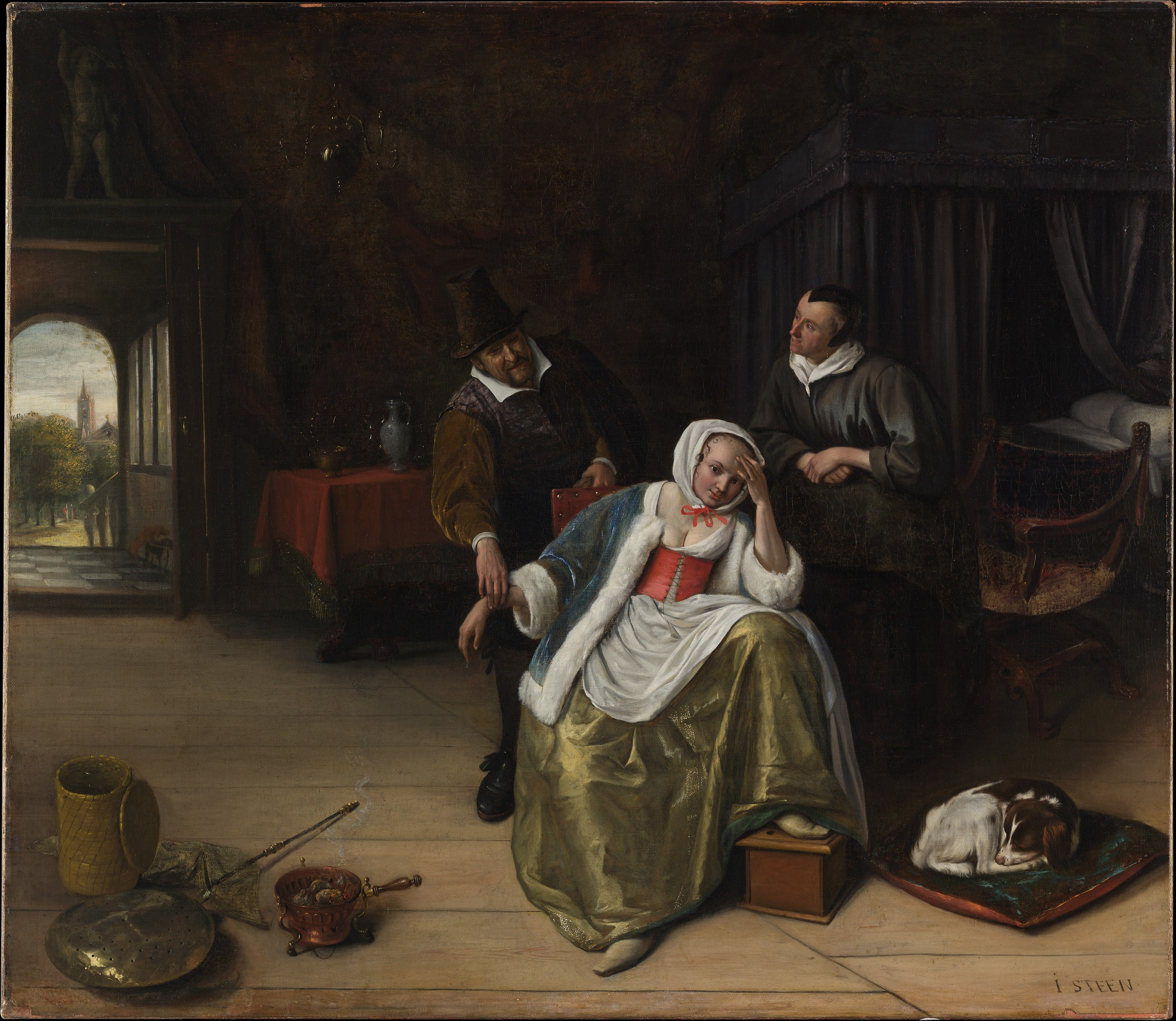
The Lovesick Maiden (en), de Jan Steen.
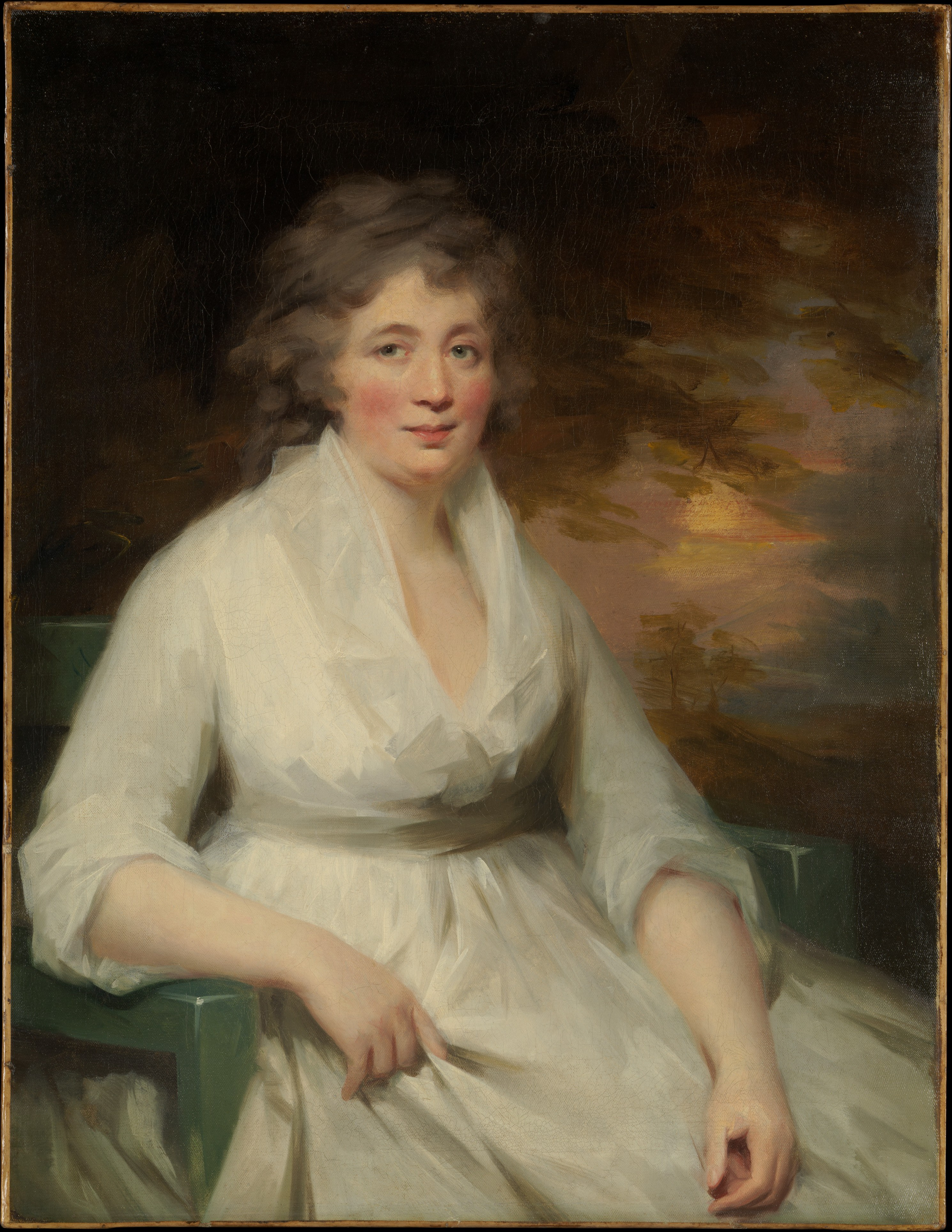
Portrait of Janet Law, de Henry Raeburn.
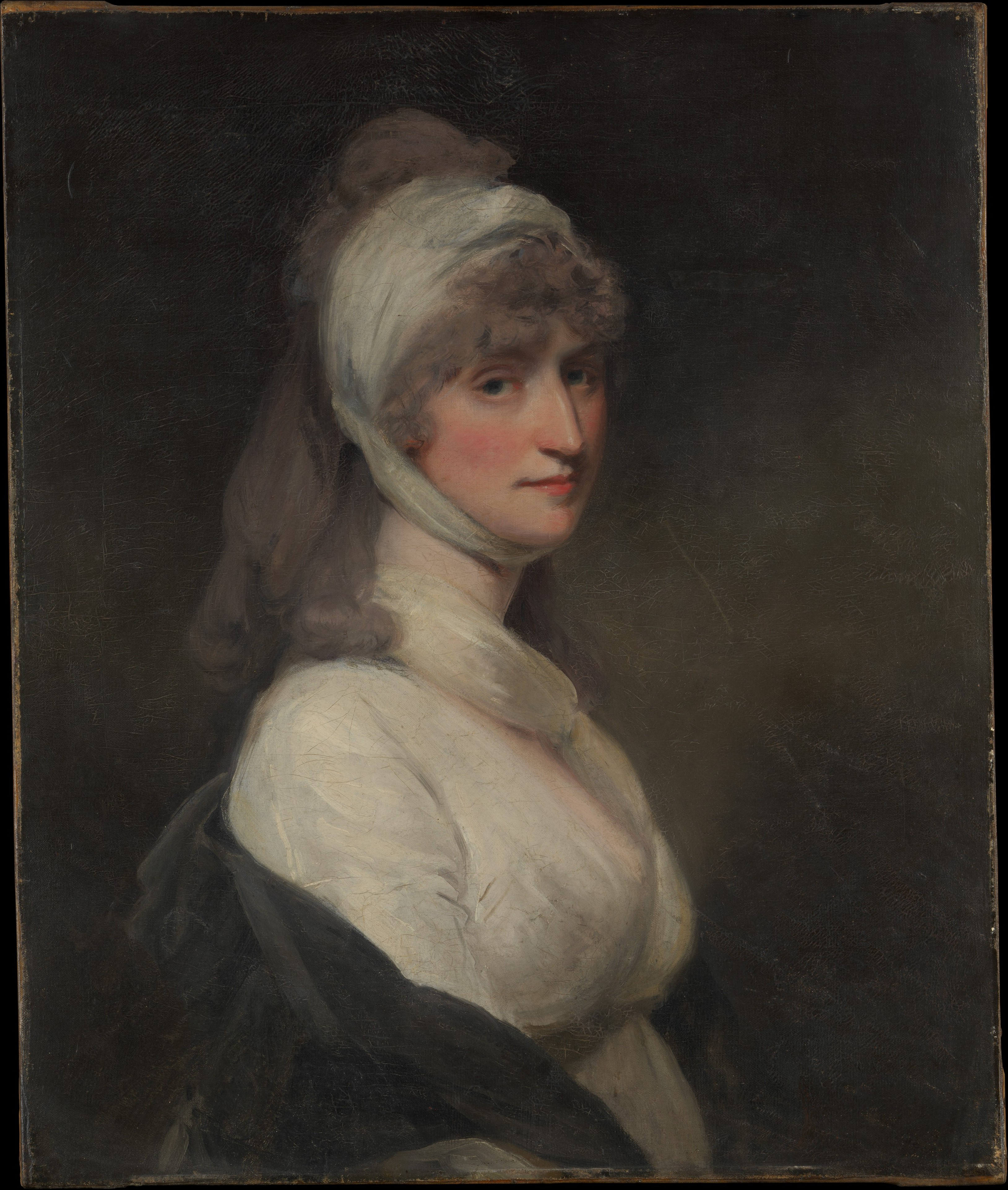
Portrait of Mrs. Thomas Pechell  (Charlotte Clavering, décédée en 1841), par John Hoppner.
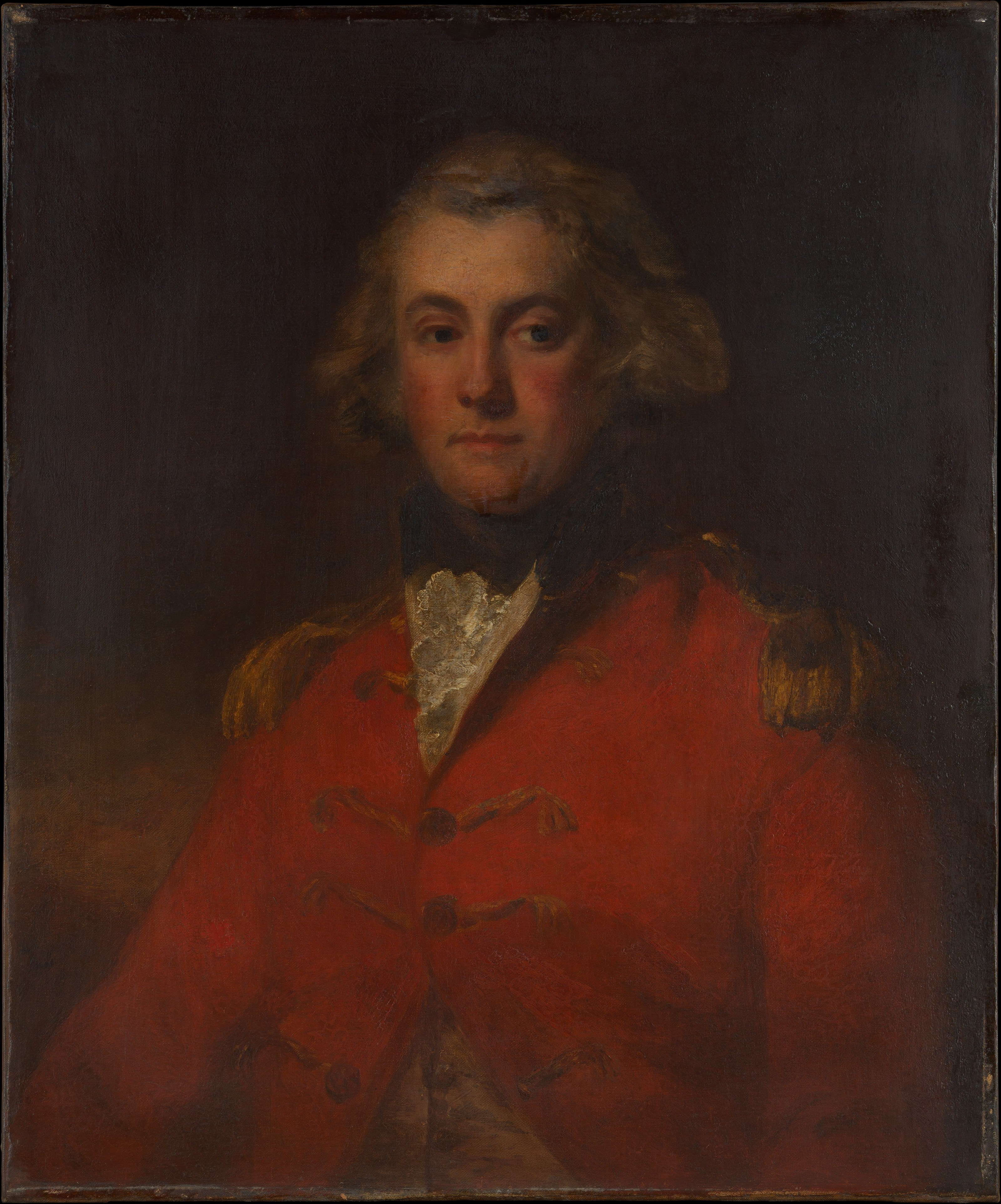
Portrait of Thomas Pechell (1753–1826), par John Hoppner.